# Masanori Abe
Masanori Abe (阿部 正紀 Abe Masanori?), född 25 december 1991 i Tokyo prefektur, är en japansk fotbollsspelare.
Abe började sin karriär 2014 i FC Gifu. Han spelade 209 ligamatcher för klubben.